# EC Klagenfurt
Az EK KAC (Klagenfurt Athletiksport-Klub) egy profi jégkorongcsapat, az osztrák EBEL-ben játszik . Az EK KAC nyerte a legtöbb osztrák jégkorong-bajnokság, összesen 31 alkalommal, köztük 11 egymást követő címeket 1964-1974 között, és négy egymást követőt 1985-1988 között.

## Jelenlegi keret
| Támadók | Támadók             |
| ------- | ------------------- |
| 29      | Christoph Brandner  |
| 20      | Mike Craig          |
| 21      | Manuel Geier        |
| 19      | Stephan Geier       |
| 17      | Gregor Hager        |
| 89      | Raphael Herburger   |
| 27      | Thomas Hundertpfund |
| 74      | Dieter Kalt         |
| 4       | Markus Pirmann      |
| 15      | Paul Schellander    |
| 45      | David Schuller      |
| 10      | Tyler Scofield      |
| 39      | Jeff Shantz         |
| 36      | Tyler Spurgeon      |

| Védők | Védők             |
| ----- | ----------------- |
| 77    | Sean Brown        |
| 25    | Kirk Furey        |
| 13    | Johannes Kirisits |
| 23    | Mike Siklenka     |
| 7     | Herbert Ratz      |
| 14    | Johannes Reichel  |
| 28    | Martin Schumnig   |

| Kapusok | Kapusok     |
| ------- | ----------- |
| 31      | Andy Chiodo |
| 30      | Rene Swette |